# John Milewater
John Milewater of Stoke Edith († 1471) war ein englischer Soldat und Staatsdiener.

## Leben
John Milewater wurde 1452 zum Esquire des Königs Heinrich VI. ernannt und erhielt für seine treuen Dienste eine finanzielle Anerkennung.
Im Laufe der 1450er Jahre war er ferner im engeren Gefolge des Edward, Earl of March, dem späteren Eduard IV., und dessen Bruder Edmund, Earl of Rutland. und wurde zum Receiver General (Oberster Finanzverwalter/Schatzmeister) von Richard Plantagenet, 3. Duke of York in den Welsh Marches.
Nach der Thronbesteigung von Eduard IV. Anfang März 1461 reorganisierte dieser die administrative Strukturen in seinem Reich. So wurde John Milewater noch in weiteren Grafschaften Receiver General. Darüber hinaus agierte er für den noch minderjährigen Henry Stafford, 2. Duke of Buckingham als Finanzverwalter einiger Ländereien.
Am 3. Juli 1468 wurde John Milewater mit der Beendigung rebellischer Umtriebe in Nordwales beauftragt, was die Unterwerfung und Bestrafung derer beinhaltete, die sich nicht als treue Untertanen zeigten.
Einen identischen Auftrag für die Region Südwales erhielt er am 6. Januar 1470.
Zu Beginn der Rosenkriege griff John Milewater noch nicht aktiv in die Kämpfe ein und verhielt sich zurückhaltend, kämpfte aber später für das Haus York im Februar 1461 bei der Schlacht von Mortimer’s Cross und im März 1461 bei der Towton.
Als Esquire kämpfte John Milewater an der Seite von Richard Plantagenet, dem Duke of Gloucester und späteren König Richard III., bei der Schlacht von Barnet im April 1471 und fiel.

## Familie
John Milewater hatte mindestens einen Sohn, John jr., der bei der Schlacht von Tewkesbury im Mai 1471 fiel.